# Szalonkaangolna-félék
A szalonkaangolna-félék (Nemichthyidae) a csontos halak (Osteichthyes) főosztályának sugarasúszójú halak (Actinopterygii) osztályába, azon belül az angolnaalakúak (Anguilliformes) rendjébe tartozó család. 3 nem és 9 faj tartozik a családhoz.
Közel állnak a valódi angolnákhoz, mélytengeri halak. Testük nagyon megnyúlt és szalag alakú. Farkuk hosszú és fokozatosan elkeskenyedve hegyesen végződik. Végbélnyílásuk a mellúszó közelében van, de hasüregük messze mögötte végződik. Állkapcsuk hosszú, vékony csőrré alakult át, amelynek felső részét a köztes állkapocscsont alkotja. A csőr belső felületét apró fog alakú dudorok borítják.

## Rendszerezés
A családba az alábbi nemek és fajok tartoznak.
- Avocettina (Jordan & Davis, 1891) – 4 faj
  - Avocettina acuticeps
  - Avocettina bowersii
  - Avocettina infans
  - Avocettina paucipora

- Labichthys (Gill & Ryder, 1883) – 2 faj
  - Labichthys carinatus
  - Labichthys yanoi

- Nemichthys (Ryder, 1848) – 3 faj
  - Nemichthys curvirostris
  - Nemichthys larseni
  - Szalonkacsőrű angolna (Nemichthys scolopaceus)